# Bullerö naturreservat
Bullerö naturreservat är ett naturreservat i Värmdö kommun i Stockholms län.
Området är naturskyddat sedan 1967 och är 4437 hektar stort. Reservatet omfattar  omkring 900 öar, kobbar och skär, bland annat Bullerön, Rågskär, Stora Melskär, Braka, Brunskär och Hamnskären i Stockholms skärgård. Reservatet består av hällmark och tallskog med mindre partier med lövträd.